# Zemlja Sveti Martin
Zemlja Sveti Martin (niz. Land Sint Maarten) je južni dio otoka Svetog Martina. Jedan je od četiriju današnjih ustavnih zemalja Kraljevine Nizozemske (uz kontinentalnu Nizozemsku, Arubu i Curaçao). Do 10. listopada 2010. godine ovaj dio otoka bio je otočni teritorij (eilandgebied) Nizozemskih Antila. Glavni grad je Philipsburg.
Uz nizozemski, engleski je i službeni jezik na nizozemskom dijelu otoka. Postoji i manja zajednica govornika španjolskog jezika. 